# Adalbert Herrmann
Adalbert Herrmann (geboren 1802; gestorben 1889) war ein deutscher Pädagoge und Dichter.

## Leben
Geboren und aufgewachsen in der sogenannten „Franzosenzeit“ als Sohn des Pädagogen und Dichters Friedrich Herrmann, wirkte Adalbert Herrmann ab 1827 als Rektor in Otterndorf im Land Hadeln. 1832 wurde er zum Konrektor an das Gymnasium in Göttingen berufen, im Folgejahr an die Ritterakademie in Lüneburg, deren Leitung er ab 1836 als Direktor übernahm.
Ab 1850 oder 1851 wirkte Adalbert Herrmann als Professor am Gymnasium Ernestinum in Celle, an dem er bis 1872 tätig war.

## Schriften
- Curare Horatione, 1860
- Jenseits des Meeres, 1862
- Echoklänge aus Venusia, 1862 und 1865
- Herkules, 1865
- Zeitklänge, 1871

## Archivalien
Archivalien von und über Adalbert Herrmann finden sich beispielsweise
- im Bundesarchiv in der Zentralen Datenbank Nachlässe[5]
- im Stadtarchiv Celle als Nachlass Hermanns, Archivsignaturen StadtA CE > L 07 ...
  - Dichtungen und anderes
  - Persönliche Papiere (darunter ein Lebenslauf)[6]